# Holland-Serie
Die Holland-Serie der Leeraner Jansen-Werft war eine Baureihe von Küstenmotorschiffen, die größtenteils im Auftrag niederländischer Reedereien gebaut wurde.

## Geschichte
Die Baureihe wurde in den Jahren 1955 bis 1958 in zehn Einheiten gebaut. Der Schiffstyp wurde von verschiedenen Reedereien geordert. Den ersten Bauauftrag gab der Kapitänseigner Ruurt Fekkes aus Delfzijl. Nach einer Besichtigung des Typschiffes Marco Polo, vergaben die Gebrüder van der Schoot aus Harlingen und die Gebrüder Holwerda aus Heerenveen weitere Bauaufträge. Später orderten auch deutsche Reedereien den Schiffstyp, die meisten Bauaufträge kamen aber aus den Niederlanden, weshalb man die Schiffe unter dem Begriff „Holland-Serie“ zusammenfasste. Zunächst wurden die Schiffe vorwiegend in der kleinen und mittleren Fahrt und in der Linienfahrt im Rhein-See-Verkehr betrieben. Später wurden mehrere Schiffe des Typs verlängert und meist ohne Ladegeschirr in der weltweiten Küstenfahrt eingesetzt.

## Technik

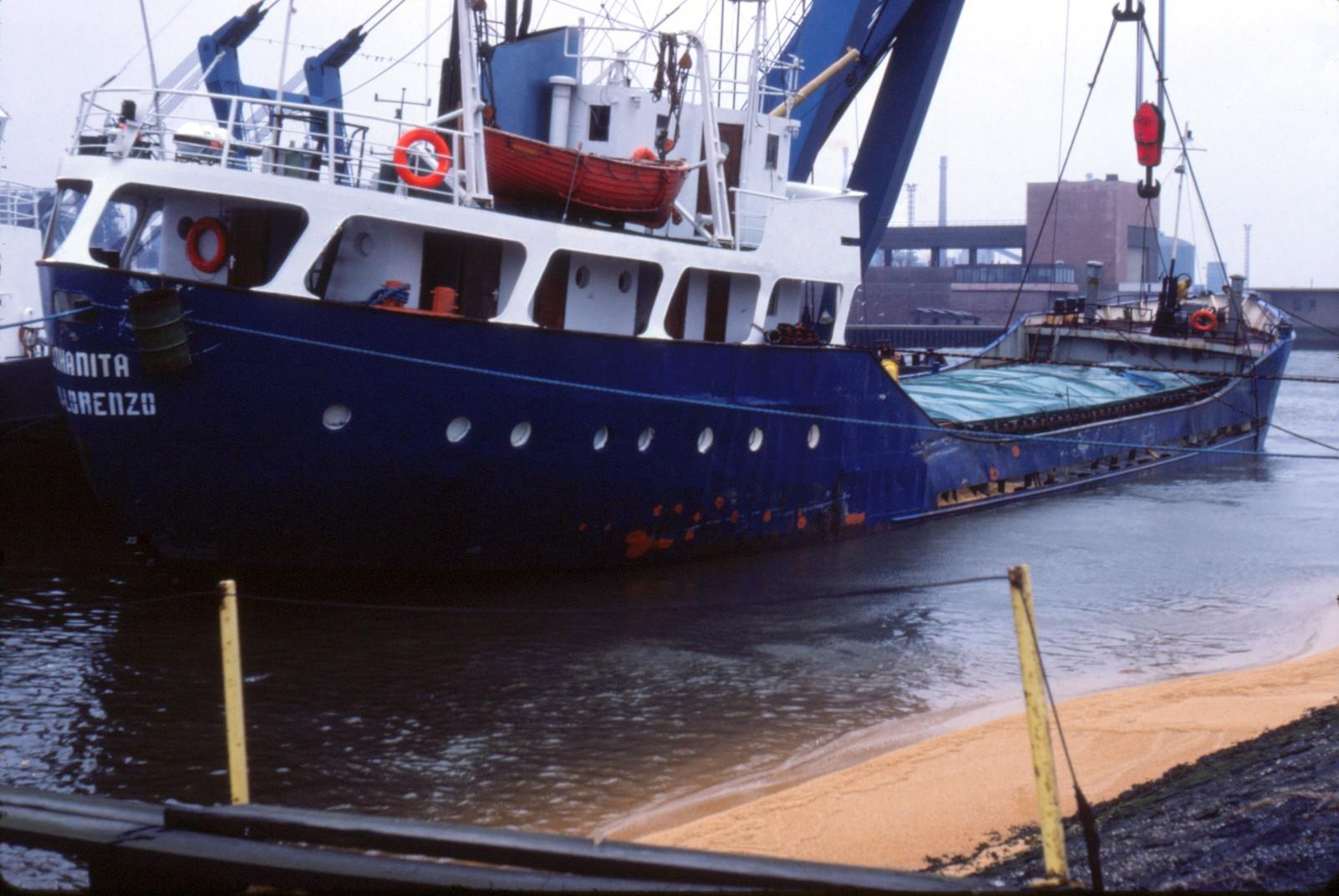
Heckansicht der Johanita nach ihrer Hebung in IJmuiden

Die Schiffe der Baureihe besaßen je nach Bauvariante einen oder zwei Laderäume ohne Zwischendeck und mit einem Rauminhalt von 878 m3 Kornraum und 838 m3 Ballenraum. Durch die weitestgehend unverbaute Form des Laderaums mit geringem Unterstau verfügt der Schiffstyp über ein Holzladevermögen von rund 220 Standards und wurde häufig in der Zellulose- oder Paketholzfahrt eingesetzt. Darüber hinaus besitzen die Schiffe eine ebene Tankdecke durch den durchgehenden Doppelboden. Es wurden einfache Lukendeckel aus Holz mit seefester Abdeckung aus Persenning verwendet. Serienmäßig erhielten die Schiffe zwei Ladebäume mit einer Tragkraft von jeweils zwei Tonnen.
Angetrieben werden die Schiffe der Baureihe von Viertakt-Dieselmotoren verschiedener Hersteller, die bei der Mehrzahl der Schiffe auf einen Festpropeller wirken. Am häufigsten wurden Motoren des Kieler Herstellers MaK verwendet.

## Die Schiffe (Auswahl)
| Jansen-Werft Holland-Serie   | Jansen-Werft Holland-Serie | Jansen-Werft Holland-Serie | Jansen-Werft Holland-Serie | Jansen-Werft Holland-Serie                                                           | Jansen-Werft Holland-Serie |
| Bauname                      | Baunummer                  | IMO-Nummer                 | Ablieferung                | Auftraggeber Bereederung                                                             | Spätere Namen und Verbleib |
| ---------------------------- | -------------------------- | -------------------------- | -------------------------- | ------------------------------------------------------------------------------------ | --- |
| Marco Polo                   | 25                         | 5221099                    | 23. Mai 1956               | Ruurt Fekkes, Delfzijl                                                               | 1963 Hasin Ul Bahr, seit 5. Januar 2012 im Register gelöscht |
| Harlingen                    | 28                         | 5142932                    | 17. Juli 1956              | Gebr. van der Schoot, Harlingen Gebr. Holwerda, Heerenveen                           | Im Mai 1959 bei Jansen um 5,6 m verlängert, am 2. März 1972 auf einer Reise von Singapur nach Tandjung Priok in der Malakkastraße durch übergehende Ladung gesunken |
| Helvetia S.                  | 29                         | 5147384                    | 20. Oktober 1956           | N.V. Maatschappij tot exploitatie van schepen "Helvetia", Arnhem Dammers & v/d Heide | Am 18. Juni 1970 auf einer Reise von Talamone über Ceuta nach Assab und Dammam mit 515 Tonnen Sprengstoffen nordwestlich Sardinien gekentert |
| Drenthe                      | 30                         | 5093753                    | 31. Januar 1957            | E. Holwerda Wagenborg Shipping                                                       | 1970 Rotha Lynn, 1973 John P. McGoff, am 2. Mai 1973 auf einer Reise von Freeport (Texas) nach Tuxpan südlich von Tampico im Nebel bei Cabo Rojo aufgelaufen und gesunken |
| Nelly                        | 31                         | 5248803                    | 3. Juni 1957               | Paul Antonie Galenkamp, Delfzijl Gruno                                               | Am 23. April 1967 nach einer Kollision mit dem schwedischen Erzfrachter Mertainen etwa 15 Seemeilen südwestlich des Feuerschiffs Goeree gesunken |
| Hendrik Holwerda             | 32                         | 5147566                    | Sommer 1957                | Gebr. Holwerda, Heerenveen                                                           | 1971 Frisian, 1973 Amar, 1974 Deepa Maju, November 1975 bis Januar 1976 bei Central Shipyards in Singapur verlängert, am 17. Februar 1985 auf Grund gelaufen und ab Juni 1985 bei Haji Ismael Sayrif in Medan verschrottet |
| Tjerk Hiddes                 | 33                         | 5362453                    | 22. Oktober 1957           | Gebr. van der Schoot, Harlingen                                                      | 1972 Deepa Murni, im Januar 1973 in Singapur verlängert und zum Containerschiff umgebaut, 1989 in Medan verschrottet |
| Siebenbürgen                 | 36                         | 5327104                    | 27. Dezember 1957          | Kurt Jansen, Leer Gottfr. Steinmeyer & Co., Bremen                                   | 1987 Linda, 1988 Maryanne, 1993 zum Tiertransporter Haj Anies umgebaut, 1995 Hamamat Al Salam, 1997 Monaco, 2001 Saadallah, seit 5. Januar 2012 im Register gelöscht |
| Brevedent                    | 37                         | 5051652                    | 1958                       | Compagnie française d'extraits tinctoriaux et tannants, Paris                        | nach 1975/76 Rita Maria, im Register gelöscht |
| Thekla                       | 38                         | 5358206                    | April 1958                 | Reederei Josef Schöning, Haren/Ems                                                   | 1967 Heimar, 1976 Delice, 1978 Marieke W, 1979 Valery, 1983 Johanita, am 7. Januar 1984 auf einer Reise vom dänischen Assens nach Rotterdam leckgesprungen und einen Tag später nach IJmuiden geschleppt und auf Grund gesetzt, am 12. Januar 1984 wieder flott aber zum Totalverlust erklärt, bis zum 10. April 1984 bei Stolk Handelsonderneming in Hendrik-Ido Ambacht verschrottet |
| Daten: Equasis, grosstonnage |                            |                            |                            |                                                                                      | |